# Нашец
Нашец (алб. Nashec) је насељено место у општини Призрен на Косову и Метохији. Према попису становништва из 2011. у насељу је живело 1.379 становника. Помиње се у Светоарханђеловској хрисовуљи из средине 14. века као манастирски посед.

## Положај
Атар насеља се налази на територији катастарске општине Нашец површине 481 ha. Место се налази на десној обали Белог Дрима, у низији северозападно од Призрена, у близини пруге и магистралног пута ка Ђаковици.

## Историја
Под именом Нашци село се помиње 1348. године, као део властелинства манастира Светих Архангела код Призрена, задужбини Душана Силног. У Нашецу се тада налазио његов летњи Дворац Рибник. На ливади једног нашечког Албанца постоје остаци старог црквишта.

## Становништво
Према попису из 2011. године, Нашец има следећи етнички састав становништва:
| Националност | 2011.          |
| Албанци      | 1.379 (100,0%) |
| Укупно       | 1.379          |

| Демографија | Демографија | Демографија |
| Година      | Становника  | Становника  |
| ----------- | ----------- | ----------- |
| 1948.       | 197         |             |
| 1953.       | 231         |             |
| 1961.       | 321         |             |
| 1971.       | 525         |             |
| 1981.       | 833         |             |
| 1991.       | 1.022       |             |
| 2011.       | 1.379       |             |